# German Lasarewitsch Chodos

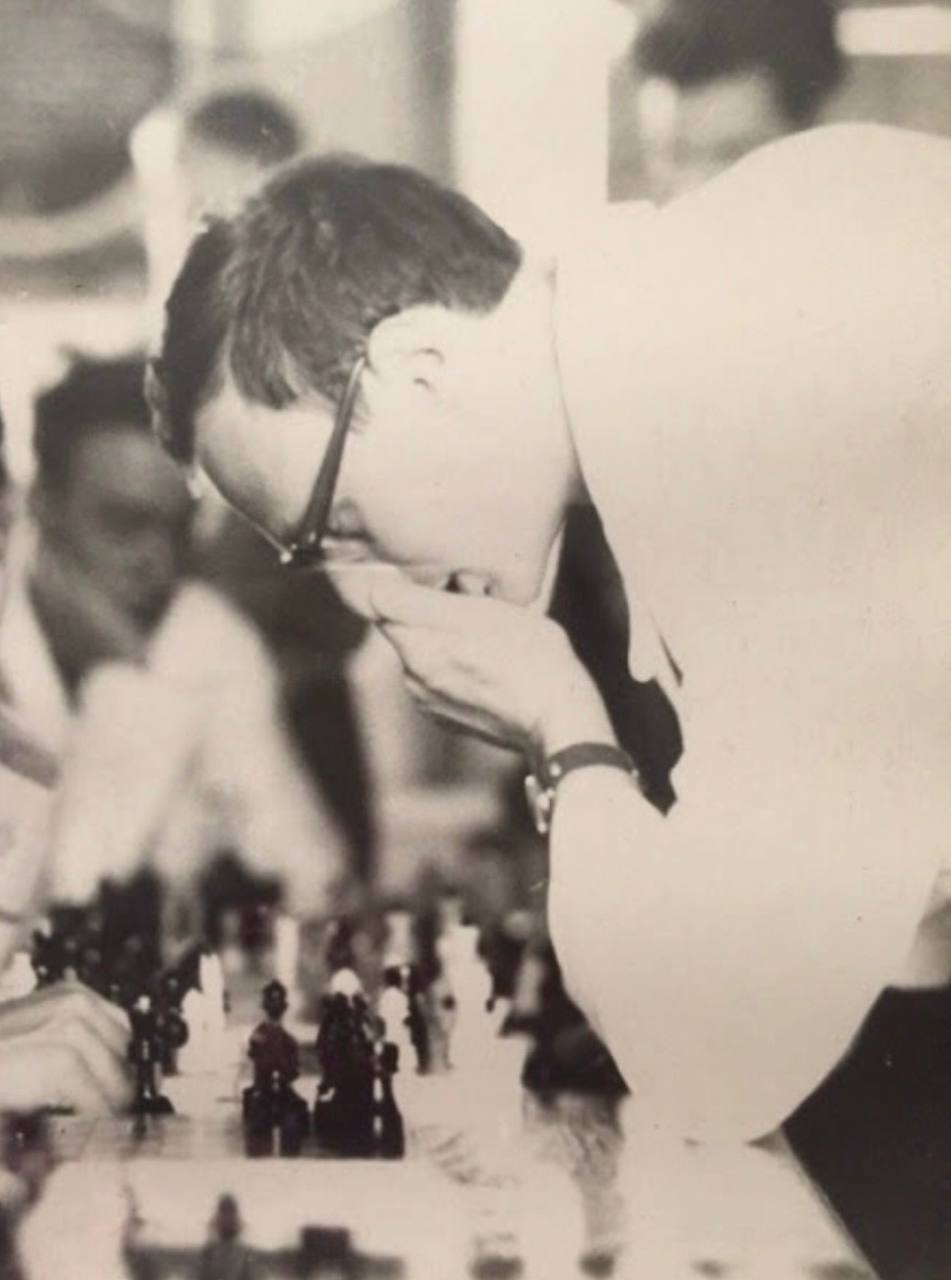
German Chodos

German Lasarewitsch Chodos (russisch Герман Лазаревич Ходос; * 10. April 1941 in Astrachan; † 31. Oktober 2023 in Düsseldorf) war ein sowjetischer Schachspieler. Mit der UdSSR-Studentenauswahl war er viermaliger Gewinner der Studentenweltmeisterschaften (1961, 1962, 1964 und 1965). Bei insgesamt fünf Teilnahmen gewann er viermal die individuelle Goldmedaille als bester Spieler an seinem Brett.

## Biografie
Chodos wurde am 10. April 1941 in Astrachan in der Familie von Lasar Abramowitsch Chodos und Bronislawa Moisejewna Kann geboren. Nach dem Abitur trat er in das Rostower Pädagogische Institut ein und begann sich schon früh für Schach zu interessieren, als er anfing, mit seinem älteren Bruder Michail Chodos zu spielen. 1953 brachte sein älterer Bruder German in den Rostower Pionierpalast, wo er Trainer Semjon Schewachowitsch traf.
1956 nahm er an einem Simultanspiel mit Wolfgang Unzicker teil, der damals deutscher Meister war. Das Duell dauerte mehrere Stunden. Mitten in der Partie gewann German Chodos mehrere Bauern, worauf Unzicker später aufgab. Im selben Jahr wurde Chodos Mitglied der All-Union-Arena. Als Teil der RSFSR-Jugendmannschaft, die zuvor an der UdSSR-Mannschaftsmeisterschaft teilgenommen hatte, gewann die RSFSR-Mannschaft mit 74 von 108 möglichen Punkten.
1957 nahm er an ähnlichen Wettbewerben teil und schaffte es vom sechsten auf den ersten Platz. Er leitete die Jugendnationalmannschaft der RSFSR, die mit 7:5 erneut Meister der UdSSR wurde. 1958 gewann Chodos in der Nationalmannschaft der RSFSR die erste Bronzemedaille bei der UdSSR-Mannschaftsmeisterschaft.
1959 führte er in Riga bei der 11. Jugendmannschaftsmeisterschaft erneut die RSFSR-Nationalmannschaft an und zeigte das beste Ergebnis am 1. Brett. Im selben Jahr fand in Woronesch ein Duell in der Erwachsenenmeisterschaft der RSFSR statt, und 1960 nahm er nach dem Cheveningen-System am Turnier in Tscheboksary teil und erhielt die Punktzahl sieben, fünf von 13, mit einer Norm von sieben Punkten.
1961 nahm German Chodos an der VIII. Studentenweltmeisterschaft teil, die in Helsinki stattfand, und im selben Jahr nahmen er und das Team an Wettbewerben in Baku, Tscherkassy, Rostow am Don und Moskau teil. Während dieser Turniere bestritt Chodos mehr als 47 Spiele, von denen er 29 gewann, 14 unentschieden endeten und er in 4 Spielen besiegt wurde.
1962 erreichte er das Nowosibirsker Halbfinale der XXX. Nationalmeisterschaft, in dem er zwölf von 15 möglichen Spielen gewann, zweimal unentschieden spielte und mit einer Niederlage 1,5 Punkte erhielt.
Chodos starb am 31. Oktober 2023 im Alter von 82 Jahren in Düsseldorf.

## Privatleben
Seine Frau ist Nelly Pawlowna Kulikowa (Chodos). Er war außerdem Vater dreier Kinder.

## Erinnerung
Am 2. Januar 2024 veranstaltete der Schachklub der Stadt Rostow ein traditionelles Weihnachtsturnier, das dem Andenken an German Chodos gewidmet war. Der Wettbewerb wurde nach dem Schweizer System in Form von acht Runden mit Berechnung der russischen und internationalen Bewertungen durchgeführt.

## Sportliche Erfolge
| Jahr        | Ort           | Turnier                                                                       | +  | − | = | Ergebnis  | Platz                                  |
| ----------- | ------------- | ----------------------------------------------------------------------------- | -- | - | - | --------- | -------------------------------------- |
| 1958        | Vilnius       | Team-Meisterschaft der UdSSR (Nationalmannschaft der RSFSR, Jugendbrett)      |    |   |   |           | Team – 3. Platz                        |
| 1959        | Woronesch     | RSFSR-Meisterschaft                                                           |    |   |   |           |                                        |
|             | Moskau        | II Spartakiade der Völker der UdSSR (RSFSR-Nationalmannschaft, Jugendbrett)   |    |   |   |           |                                        |
| 1960        | Moskau        | Team-Meisterschaft der UdSSR (Nationalmannschaft der RSFSR, Jugendbrett)      |    |   |   |           |                                        |
| 1961        | Rostow am Don | Denkmal für MI Chigorin                                                       | 2  | 2 | 7 | 5½ von 11 | 5 – 6                                  |
|             | Moskau        | Team-Meisterschaft der UdSSR (DSO-Nationalmannschaft „Burewestnik“, 7. Brett) |    |   |   | 4 von 5   | Team – Champion, 1. Platz an der Tafel |
| 1961 / 1962 | Nowosibirsk   | Halbfinale der 30. Meisterschaft der UdSSR                                    | 11 | 2 | 2 | 13 von 15 | 1                                      |
| 1962        | Jerewan       | 30. Meisterschaft der UdSSR                                                   | 3  | 8 | 8 | 7 von 19  | 16                                     |
| 1963        | Budapest      | Spiel Ungarn – RSFSR (7. Brett, gegen P. Delhi)                               | 2  | 1 | 1 | 2½ von 4  |                                        |
|             |               | Die Meisterschaft der TSG DSO „Burewestnik“                                   |    |   |   |           |                                        |
|             | Budva         | Teamweltmeisterschaft der Studenten (Nationalmannschaft der UdSSR)            |    |   |   |           |                                        |
| 1964        | Krakau        | Teamweltmeisterschaft der Studenten (Nationalmannschaft der UdSSR)            | 7  | 1 | 3 | 8½ von 11 |                                        |
| 1965        | Sinai         | Teamweltmeisterschaft der Studenten (Nationalmannschaft der UdSSR)            | 2  | 1 | 5 | 4½ von 8  |                                        |
| 1967        | Leningrad     | Die Spartakiade der Völker der RSFSR                                          |    |   |   |           |                                        |
| 1968        |               | Spiel RSFSR – Ungarn                                                          | 2  | 2 | 1 | 2½ von 5  |                                        |
| 1969        | Kiew          | Halbfinale der 37. Meisterschaft der UdSSR                                    |    |   |   |           |                                        |
|             | Adler         | Die Meisterschaft der TSG DSO „Trud“                                          |    |   |   |           |                                        |
| 1971        | Rostow am Don | Team-Meisterschaft der UdSSR (Nationalmannschaft der DSO „Trud“)              |    |   |   |           |                                        |
| 1975        | Rostow am Don | Team-Meisterschaft der DSO „Burewestnik“                                      |    |   |   |           |                                        |
| 1976        | Rostow am Don | Qualifikationsturnier der 44. Meisterschaft der UdSSR                         |    |   |   |           |                                        |
| 1978        | Daugavpils    | Qualifikationsturnier für die 46. Meisterschaft der UdSSR                     |    |   |   |           |                                        |